# Тришин Федір Гнатович
Федір Гнатович Тришин (1901, Козацьке, Харківська губернія  — 1967, Одеса) — хімік, доктор технічних наук, професор.

## Біографія
Тришин Федір Гнатович народився в 1901 році в Сумському повіті Харківської губернії в селі Козацьке у селянській сім'ї. В родині було тринадцять дітей, Федір був другою дитиною. Закінчив двокласну сільську школу, працював підручним слюсаря на копальні. Воював у громадянську війну: був червоноармійцем 68-го стрілецького полку. З 1925 по 1928 рік навчався в Луганському кооперативному інституті. Тишин Ф.Г займався педагогічною і науковою діяльністю, працював у вищих навчальних закладах і науково-дослідних інститутах країни. Після евакуації університету в Казахстан працював в Казахській філії Академії наук науковим керівником по аналітичній хімії. Автор понад сорока наукових робіт і ряду контрольно-вимірювальних приладів. Наукова діяльність Тришина Ф. Г. присвячена дослідженню нових хімічних і фізико-хімічних методів аналізу.

## Трудова діяльність
1928—1930 рр. — викладав хімію в Криворізькому технікумі
1930—1934 — навчався в аспірантурі при Київському державному університеті
1931—1933 працював викладачем Київського інженерно-економічного інституту
1934—1935 — доцент кафедри аналітичної хімії Київського фармацевтичного інституту
1936—1937 — Тришин Ф. Г. був на посаді старшого наукового співробітника Київського Інституту мінеральної сировини
1938—1940 — доцент кафедри неорганічної і аналітичної хімії Київського технологічного інституту ім. А. И. Мікояна
1939 — захистив кандидатську дисертацію
1942—1943 — завідував кафедрою хімії в Новочеркаському зооветеринарному інституті в евакуації в Кизилординській області Казахської РСР
З квітня 1944 по жовтень 1945 — завідував кафедрою аналітичної хімії в Чернівецькому університеті
1945—1949 — завідував кафедрою неорганічної і аналітичної хімії у Львівському технологічному інституті будматеріалів
З 1 лютого 1949 і до кінця життя працював в Одеському технологічному інституті імені Михайла Ломоносова.

## Досягнення. Відзнаки
1951 р. — захистив докторську дисертацію на тему « Електрохронометрія» при Московському хіміко-технологічному інституті імені Дмитра Менделєєва. Отримав вчений ступінь доктора технічних наук
1952 р. — було затверджено вчене звання професора по кафедрі аналітичної хімії.
Нагороджений медаллю «За доблесну працю у Великій Вітчизняній війні 1941—1945 рр.» Після війни неодноразово відзначався різними видами заохочень.